# Chèvrefeuille
Lonicera
Genre
Les Chèvrefeuilles (genre Lonicera) sont des arbustes ou lianes de la famille des caprifoliacées. Certaines espèces sont aussi nommées communément camérisiers. On en connaît environ 158 espèces dans les régions tempérées de l'hémisphère nord et les régions subtropicales. L'habitat de la plupart des espèces de chèvrefeuilles est la lisière des forêts et, par extension, les haies, bords de chemins creux. Les chèvrefeuilles, autochtones ou exotiques, sont fréquemment utilisés pour former des haies ou parois décoratives.

## Étymologie
Le nom Lonicera a été donné en 1703, à la place du nom originel Caprifolium, par Charles Plumier (1646-1704), en hommage à Adam Lonitzer (1528-1586), botaniste et médecin allemand,. Carl von Linné a gardé ce nom de genre tout en mentionnant, comme  épithète spécifique pour l’espèce type du genre, le nom générique originel, nommant ainsi l'espèce Lonicera caprifolium,.

## Écologie, faune associée

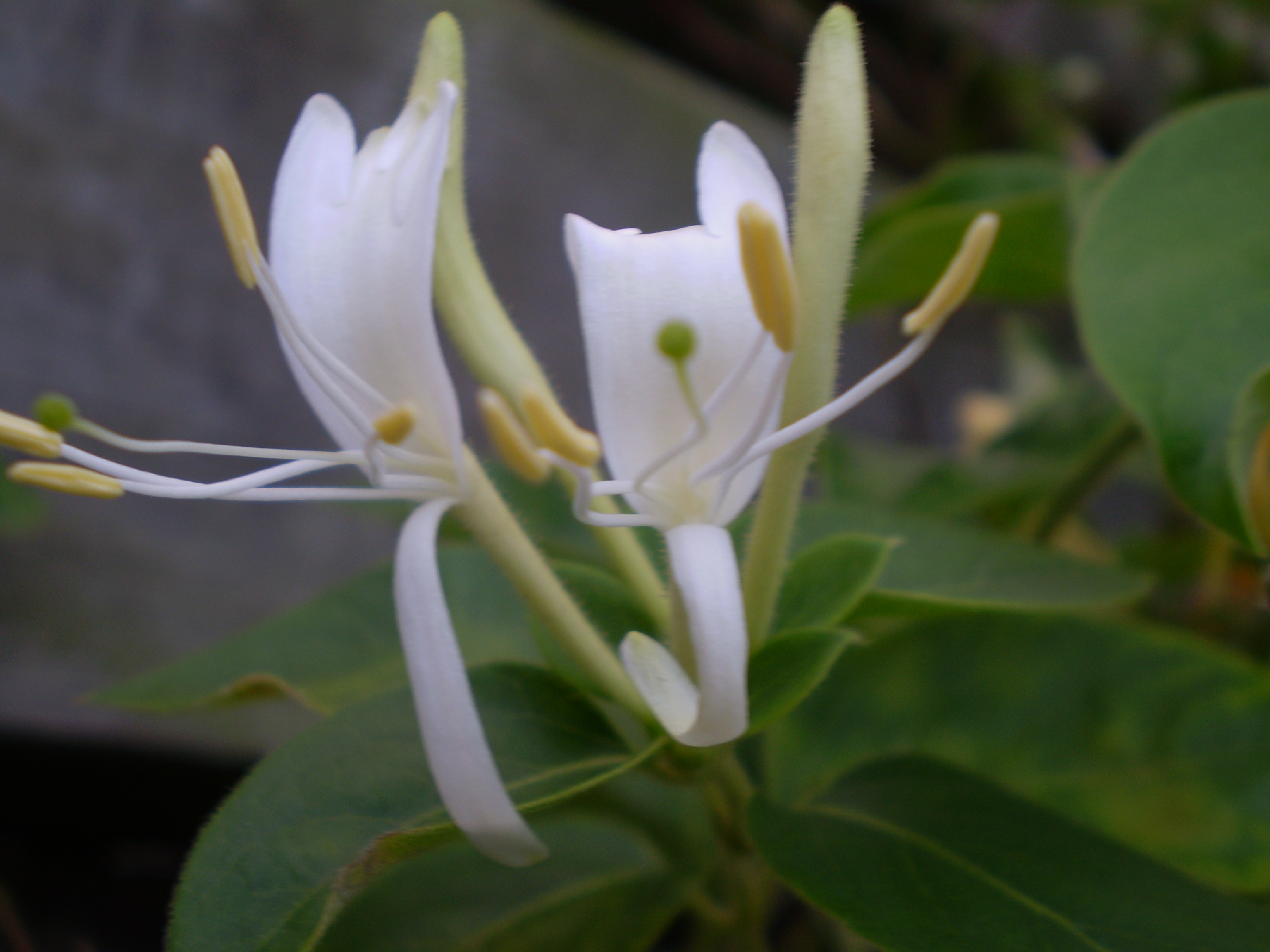
La nuit le Chèvrefeuille (ici Lonicera periclymenum) exhale son parfum maximum, attirant de loin les papillons qui viendront féconder ses fleurs.

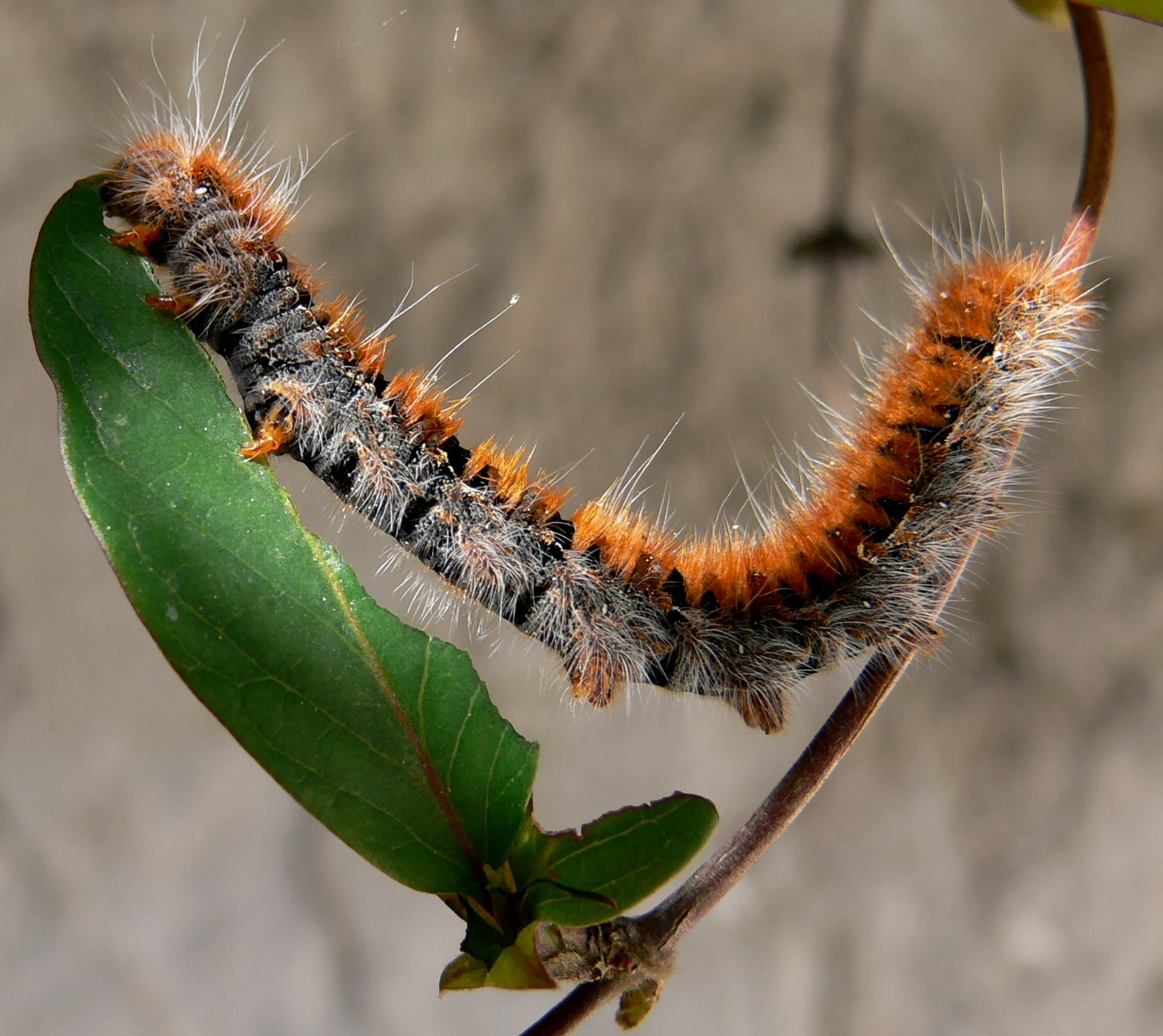
Chenille mangeant une feuille de chèvrefeuille.

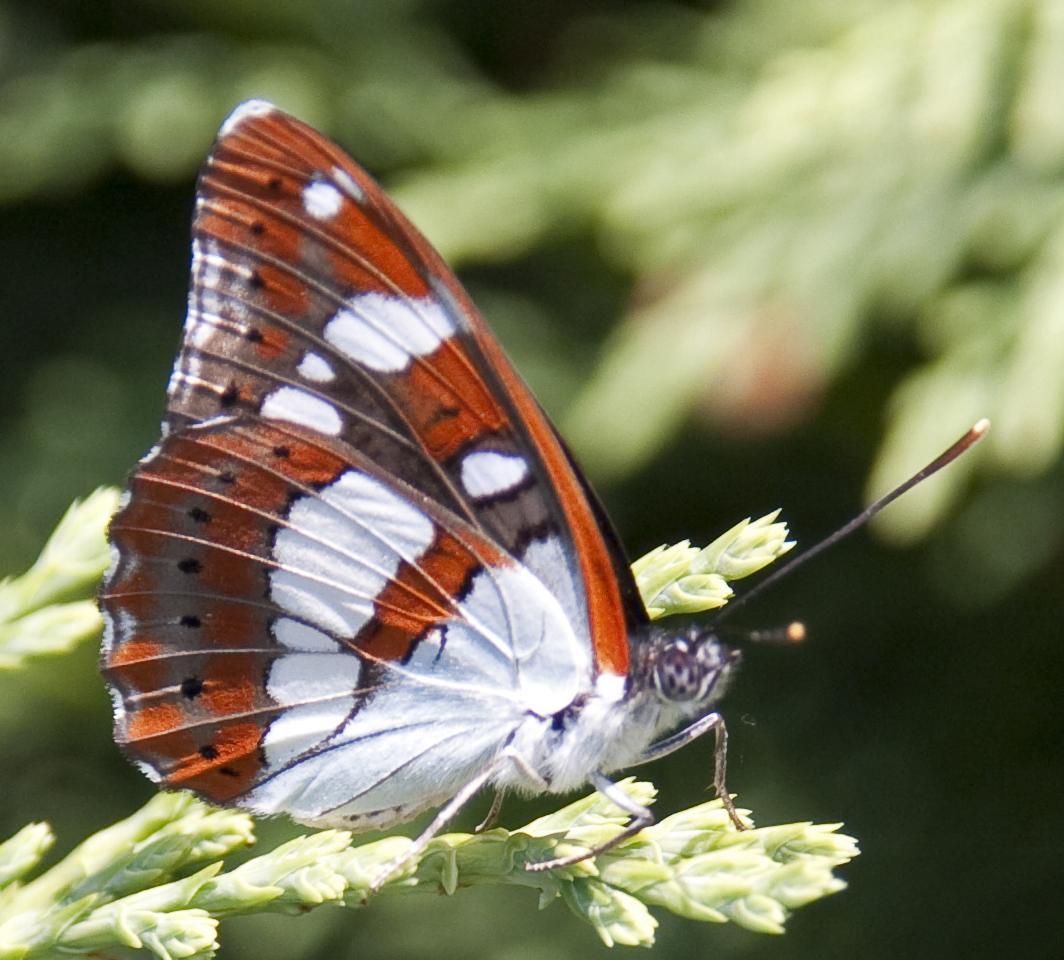
Le Sylvain azuré (Limenitis reducta) est l'un des papillons de jour dont la chenille se nourrit du chèvrefeuille

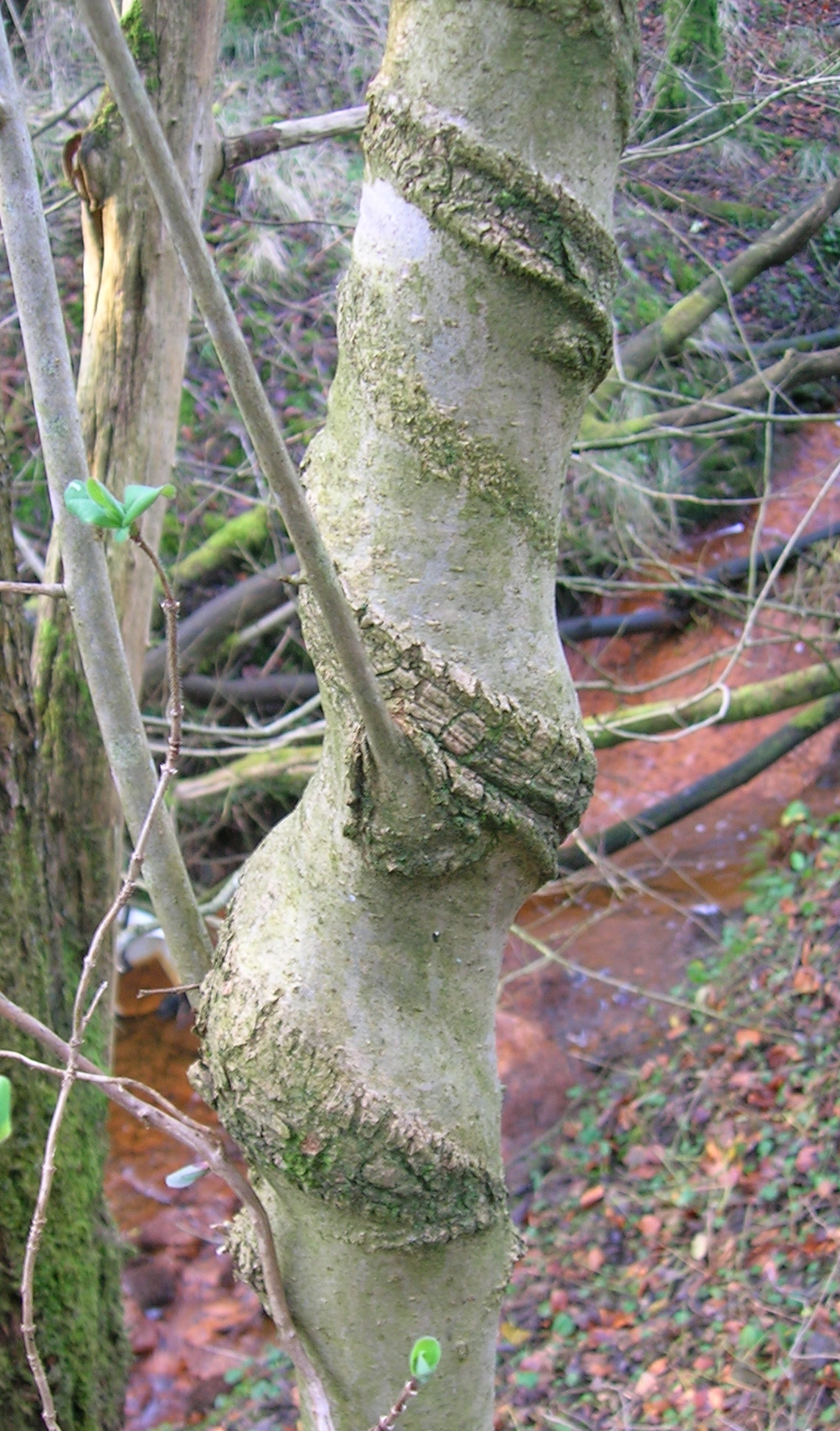
Noisetier déformé par l'enlacement d'un chèvrefeuille

Comme les autres lianes, ils offrent un habitat supplémentaire aux oiseaux, et facilitent le déplacement dans les arbres et buissons de certains insectes et petits mammifères. Leurs fleurs sont surtout liées à diverses espèces d'insectes de l'environnement nocturne, souvent à longue trompe, qui sont en Europe :
- des Sphinx, dont le Sphinx gazé (également nommé Sphinx du chèvrefeuille), le Sphinx bourdon, le Sphinx phœnix et le Sphinx du troène[4].
- Les feuilles sont mangées par des noctuelles, notamment la Cléophane du chèvrefeuille, le Iota, la Noctuelle du camérisier, la Noctuelle aréolée, la Noctuelle rameuse (inféodée au chèvrefeuille et surtout trouvée sur L. xylosteum). Les chenilles de ces papillons sont dites cryptiques (camouflées) et ne sont généralement actives que la nuit[4].
- Une quinzaine de papillons de la famille des Geometridae produisent des chenilles arpenteuses qui peuvent se nourrir de chèvrefeuille (sans en être dépendant, sauf l'Ennomos du lilas qui lui semble plus associé).
- Les espèces cultivées sont parfois endommagées par un microlépidoptère, l'Ypsolophe dentelé[4].
- Des papillons de jour (rhopalocères), dont quelques Nymphalidés, produisent des chenilles qui grandissent sur le chèvrefeuille. Ce sont par exemple :
  - le Sylvain azuré (thermophile) ;
  - le Damier du chèvrefeuille, papillon d'altitude, trouvé dans les Alpes en France, dans les départements de Savoie, Haute-Savoie, Isère et Hautes-Alpes. Ses chenilles mangent les feuilles de L. caerulea[4] ;
  - le Petit sylvain, surtout sur L. xylosteum[4].

D'autres insectes que des papillons apprécient le chèvrefeuille :
- le jour, certains bourdons et xylocopes peuvent s'y nourrir de nectar en perforant les corolles trop longues pour qu'ils y aient directement accès[4]. Quelques papillons de jour s'y nourrissent, mais c'est la nuit que son odeur attire les pollinisateurs ;
- plusieurs espèces de tenthrèdes (Hyménoptères symphytes) produisent des larves de 2 cm maximum qui ressemblent à des chenilles, et qui consomment aussi les feuilles de chèvrefeuille. C'est le cas en France de Tenthredo vespa (nl) et T. livida, qui se cachent le jour, enroulés sous les feuilles, pour s'activer la nuit[4] ;
- en France, au moins 4 espèces de Cimbicidés (du genre Abia) consomment le chèvrefeuille. Ce sont : A. lonicerae, A. fasciata, A. aurulenta et A. mutica, Abia mutica étant inféodée à L. periclymenum[4] ;
- Cicadelles (opophages), dont Ficocyba ficaria qui dépendent du figuier Ficus carica l'été, mais de chèvrefeuilles l'hiver, alors que Empoasca apicalis en dépend l'été, avant d'émigrer vers l'aulne blanc, le genévrier et l'épicéa commun à partir de l'automne[4] ;
- des pucerons se développent sous les feuilles de Lonicera, dont le Puceron du Chèvrefeuille et le puceron du fenouil, proche du précédent, se développant sur L. xylosteum uniquement. Des aleurodes et plus rarement des cochenilles (Cochenille du cornouiller et Cochenille à carapace du pêcher) sucent également la sève du Chèvrefeuille. 
Ces 3 groupes d'insectes opophages peuvent se montrer nombreux quand leurs prédateurs sont absents. Leur miellat peuvent alors noircir les feuilles de fumagine et freiner l'expansion de chèvrefeuilles d'ornement[4] ;
- un très petit bupreste, l'Agrile bleuâtre, vit (non exclusivement) sur cette plante (dans toute la France métropolitaine). Sa larve vit dans les branches mortes ou sénescentes, d'où l'adulte émerge en juin-juillet[4] ;
- un petit longicorne filiforme, l'Obérée pupillée, est (pour sa larve) inféodé à quelques espèces de chèvrefeuilles (L. caprifolium, L. tatarica, L. xylosteum et L. etrusca) ;
- divers charançons, dont Otiorhynchus clavipes qui produit des larves pouvant endommager les racines de plusieurs espèces de chèvrefeuille, alors que l'adulte (nocturne) se nourrit sur les feuilles en y creusant des « entailles marginales semi-circulaires caractéristiques »[4] ;
- On y trouve aussi des moucherons (quelques Cécidomyies, dont Contarinia lonicerae, ou diverses espèces de Dasineuraet Macrolabis). De très petites galles parenchymateuses peuvent abriter une larve de Dasineura xylostei (encore méconnu), de même pour Dasineura excavans sur les feuilles de L. xylosteum[4].
La Mouche mineuse des chèvrefeuilles des bois (1,5 à 2,2 mm) pond des œufs d'où émergent des larves mineuses creusant en été des galeries (« Mines ») dans l'épaisseur de la feuille où l'on voit par transparence la larve blanche[4]. Une autre espèce de mouche mineuse, Aulagromyza hendeliana, est plus précoce (galeries dès avril) et se nymphose hors de la feuille[4].
- Les chèvrefeuilles sont des plantes-hôtes de Rhagoletis cerasi, la mouche du cerisier[5].

L'OPIE (Office pour les insectes et leur environnement) signale en 2009 un développement récent apparent de la Sésie du chèvrefeuille (facilement confondue avec un Hyménoptère), à partir des Alpes vers le reste de la France. Sa chenille se développe très lentement (2 à 3 ans) et uniquement sur certains chèvrefeuilles.

## Toxicologie
Les chèvrefeuilles seraient toxiques par leurs baies.

## Liste d'espèces
158 espèces sont acceptées.
- Lonicera acuminata Wall. ou Lonicera pampaninii
- Lonicera affinis Hook. & Arn.
- Lonicera alberti Regel
- Lonicera albiflora Torr. & A.Gray
- Lonicera alpigena L.
- Lonicera altmannii Regel & Schmalh.
- Lonicera × americana (Mill.) K.Koch
- Lonicera angustifolia Wall. ex DC.
- Lonicera annamensis Fukuoka
- Lonicera arborea Boiss.
- Lonicera arizonica Rehder
- Lonicera asperifolia (Decne.) Hook.f. & Thomson
- Lonicera × bella
- Lonicera biflora Desf.
- Lonicera bournei Hemsl.
- Lonicera bracteolaris Boiss. & Buhse
- Lonicera buschiorum Pojark.
- Lonicera caerulea L.
- Lonicera calcarata Hemsl.
- Lonicera cambodiana Pierre ex Danguy
- Lonicera canadensis J.Bartram & W.Bartram ex Marshall
- Lonicera caprifolium L.
- Lonicera caucasica Pall.
- Lonicera cerasina Maxim.
- Lonicera cerviculata S.S.White
- Lonicera chamissoi Bunge
- Lonicera chrysantha Turcz. ex Ledeb.
- Lonicera ciliosa Poir.
- Lonicera confusa DC.
- Lonicera conjugialis Kellogg
- Lonicera crassifolia Batalin
- Lonicera cyanocarpa Franch.
- Lonicera deleiensis C.E.C.Fisch. & Kaul
- Lonicera demissa Rehder
- Lonicera dioica L.
- Lonicera elisae Franch.
- Lonicera etrusca Santi
- Lonicera fargesii Franch.
- Lonicera ferdinandii Franch.
- Lonicera ferruginea Rehder
- Lonicera flava Sims
- Lonicera floribunda Boiss. & Buhse

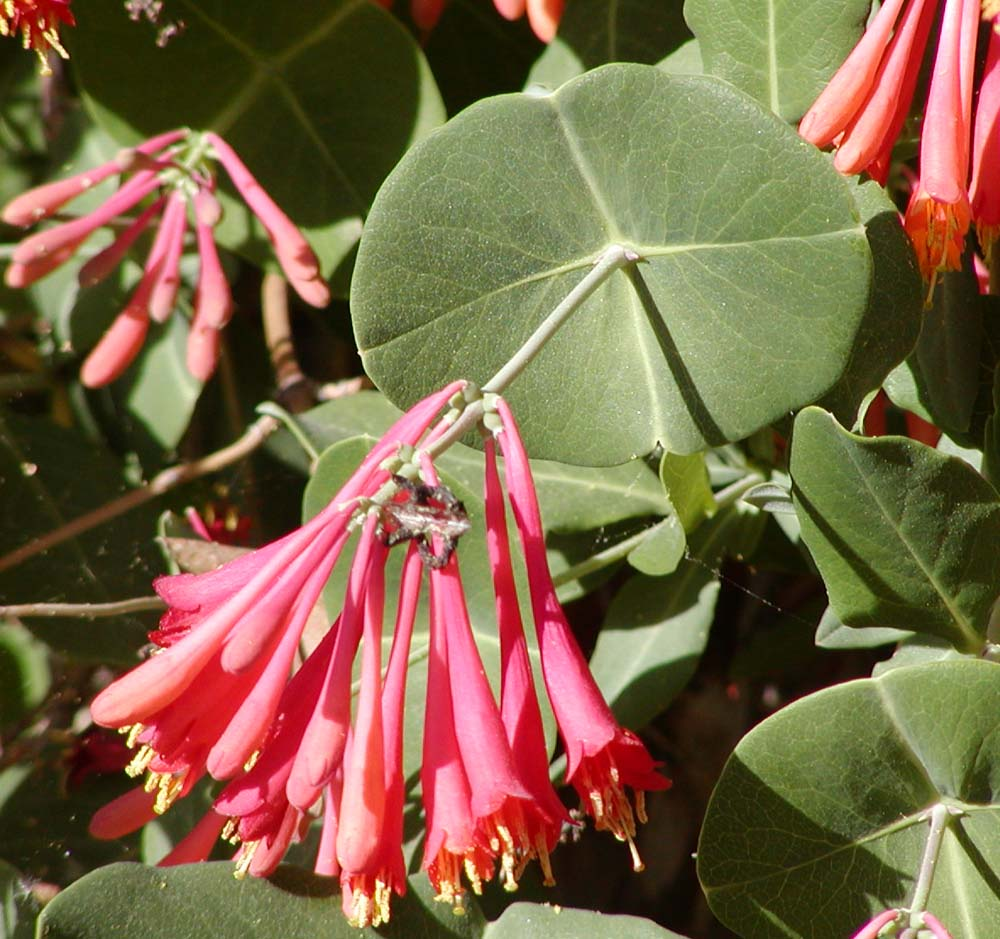
Lonicera sempervirens

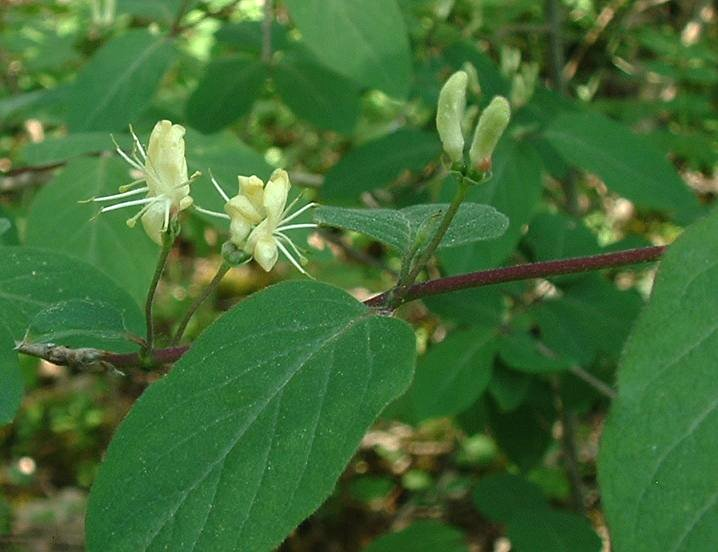
Chèvrefeuille des haies

- Lonicera fragrantissima Lindl. & Paxton
- Lonicera glabrata Wall.
- Lonicera glehnii F.Schmidt
- Lonicera gracilipes Miq.
- Lonicera griffithii Hook.f. & Thomson
- Lonicera guatemalensis Véliz & E.Carrillo
- Lonicera guillonii H.Lév. & Vaniot
- Lonicera gynochlamydea Hemsl.
- Lonicera harae Makino
- Lonicera × heckrottii
- Lonicera × helvetica Brügger
- Lonicera heterotricha Pojark. & Zakirov
- Lonicera hildebrandiana Collett & Hemsl.
- Lonicera himalayensis Gand.
- Lonicera hirsuta Eaton
- Lonicera hispida Pall. ex Schult.
- Lonicera hispidula (Lindl.) F.Dietr.
- Lonicera humilis Kar. & Kir.
- Lonicera hypoglauca Miq.
- Lonicera hypoleuca Decne.
- Lonicera iberica M.Bieb.
- Lonicera iliensis Pojark.
- Lonicera implexa Aiton
- Lonicera interrupta Benth.
- Lonicera involucrata (Richardson) Banks ex Spreng.
- Lonicera × italica Kütz.
- Lonicera japonica Thunb.
- Lonicera kansuensis (Batalin ex Rehder) Pojark.
- Lonicera kawakamii (Hayata) Masam.
- Lonicera korolkowii Stapf
- Lonicera kurobushiensis Kadota
- Lonicera laceana M.P.Nayar & G.S.Giri
- Lonicera lanceolata Wall.
- Lonicera ligustrina Wall.
  - Lonicera ligustrina var. ligustrina
  - Lonicera ligustrina var. pileata (Oliv.) Franch. (syn. Lonicera pileata Oliv.)
  - Lonicera ligustrina var. yunnanensis Franch. (syn. Lonicera nitida E.H.Wilson)
- Lonicera litangensis Batalin
- Lonicera longiflora DC.
- Lonicera longituba H.T.Chang
- Lonicera maackii (Rupr.) Maxim.
- Lonicera macrantha (D.Don) Spreng.
- Lonicera macranthoides Hand.-Mazz.
- Lonicera magnibracteata M.P.Nayar & G.S.Giri
- Lonicera malayana M.R.Hend.
- Lonicera maximowiczii (Rupr.) Regel
- Lonicera mexicana (Kunth) Rehder
- Lonicera micrantha Trautv. ex Regel
- Lonicera microphylla Willd. ex Schult.
- Lonicera minutifolia Kitam.
- Lonicera mochidzukiana Makino
- Lonicera modesta Rehder
- Lonicera morrowii A.Gray
- Lonicera mucronata Rehder
- Lonicera myrtilloides Purpus
- Lonicera nervosa Maxim.
- Lonicera nigra L.
- Lonicera nummulariifolia Jaub. & Spach
- Lonicera oblata K.S.Hao ex P.S.Hsu & H.J.Wang
- Lonicera oblongifolia Hook.
- Lonicera obovata Royle ex Hook.f. & Thomson
- Lonicera olgae Regel & Schmalh.
- Lonicera oreodoxa Harry Sm. ex Rehder
- Lonicera pamirica Pojark.
- Lonicera paradoxa Pojark.
- Lonicera periclymenum L.
- Lonicera pilosa (Kunth) Steud.
- Lonicera praeflorens Batalin
- Lonicera purpurascens (Jacquem. ex Decne.) Walp.
- Lonicera pyrenaica L.
- Lonicera quinquelocularis Hardw.
- Lonicera reticulata Raf.
- Lonicera retusa Franch.
- Lonicera robertsonii Gamble
- Lonicera rupicola Hook.f. & Thomson
- Lonicera ruprechtiana Regel
- Lonicera × sargentii Rehder
- Lonicera schmitziana Roezl ex Dippel
- Lonicera semenovii Regel
- Lonicera sempervirens L.
- Lonicera setifera Franch.
- Lonicera siamensis Gamble
- Lonicera similis Hemsl. – var. delavayi
- Lonicera sinomacrantha Z.H.Chen, L.X.Ye & X.F.Jin
- Lonicera sovetkinae Tkatsch.
- Lonicera spinosa (Decne.) Jacquem. ex Walp.
- Lonicera splendida Boiss.
- Lonicera stabiana Guss. ex Pasq.
- Lonicera stephanocarpa Franch.
- Lonicera steveniana Fisch. ex Pojark.
- Lonicera strophiophora Franch.
- Lonicera subaequalis Rehder
- Lonicera subhispida Nakai
- Lonicera sublabiata P.S.Hsu & H.J.Wang
- Lonicera subsessilis Rehder
- Lonicera subspicata Hook. & Arn.
- Lonicera sumatrana Miq.
- Lonicera taiwanensis S.S.Ying
- Lonicera tangutica Maxim.
- Lonicera tatarica L.
- Lonicera tatarinowii Maxim.
- Lonicera tolmatchevii Pojark.
- Lonicera tomentella Hook.f. & Thomson
- Lonicera tragophylla Hemsl.
- Lonicera tricalysioides C.Y.Wu
- Lonicera trichosantha Bureau & Franch.
- Lonicera tschonoskii Maxim.
- Lonicera tubuliflora Rehder
- Lonicera tulinensis S.S.Ying
- Lonicera utahensis S.Watson
- Lonicera uzenensis Kadota
- Lonicera vaccinioides Rehder
- Lonicera vidalii Franch. & Sav.
- Lonicera villosa (Michx.) Schult.
- Lonicera webbiana Wall. ex DC.
- Lonicera xylosteum L.
- Lonicera yunnanensis Franch.
- Lonicera zeravshanica Pojark.

## Le chèvrefeuille dans la culture

### Caprifolium, nom historique duLonicera
En 1888 Legrand, déplorant le remplacement des noms de genre de Tournefort, nous dit « Si Linné est le créateur de la combinaison binaire, n'oublions pas que Tournefort est le créateur du genre » et il cite notamment, en le regrettant, le remplacement de Caprifolium par Lonicera.
Le mot caprifolium, désignant à l'origine le chèvrefeuille, remonte au Haut Moyen Âge. On trouve dans un manuscrit du  IXe siècle, le  Codex Parisinus Latinus, une liste de plantes dont Dorcadis caprolus dont on ne peut être sûr qu’il se réfère au caprifolium.
Dans nombre d’encyclopédies médicales médiévales, qui ont été compilées à la Renaissance, on trouve le nom de  caprifolium.
- Un écrit de Simón Januensis, encyclopédiste du XIIIe siècle, nous dit, à propos d'une plante qu'il nous est difficile d'identifier, « Periclimenos [...] certains l'appellent caprifolium »[11].
- Le nom est mentionné aussi dans Matthaeus Silvaticus (1280-1342)[12] dans son Pandectae Medicinae[note 2],[13].

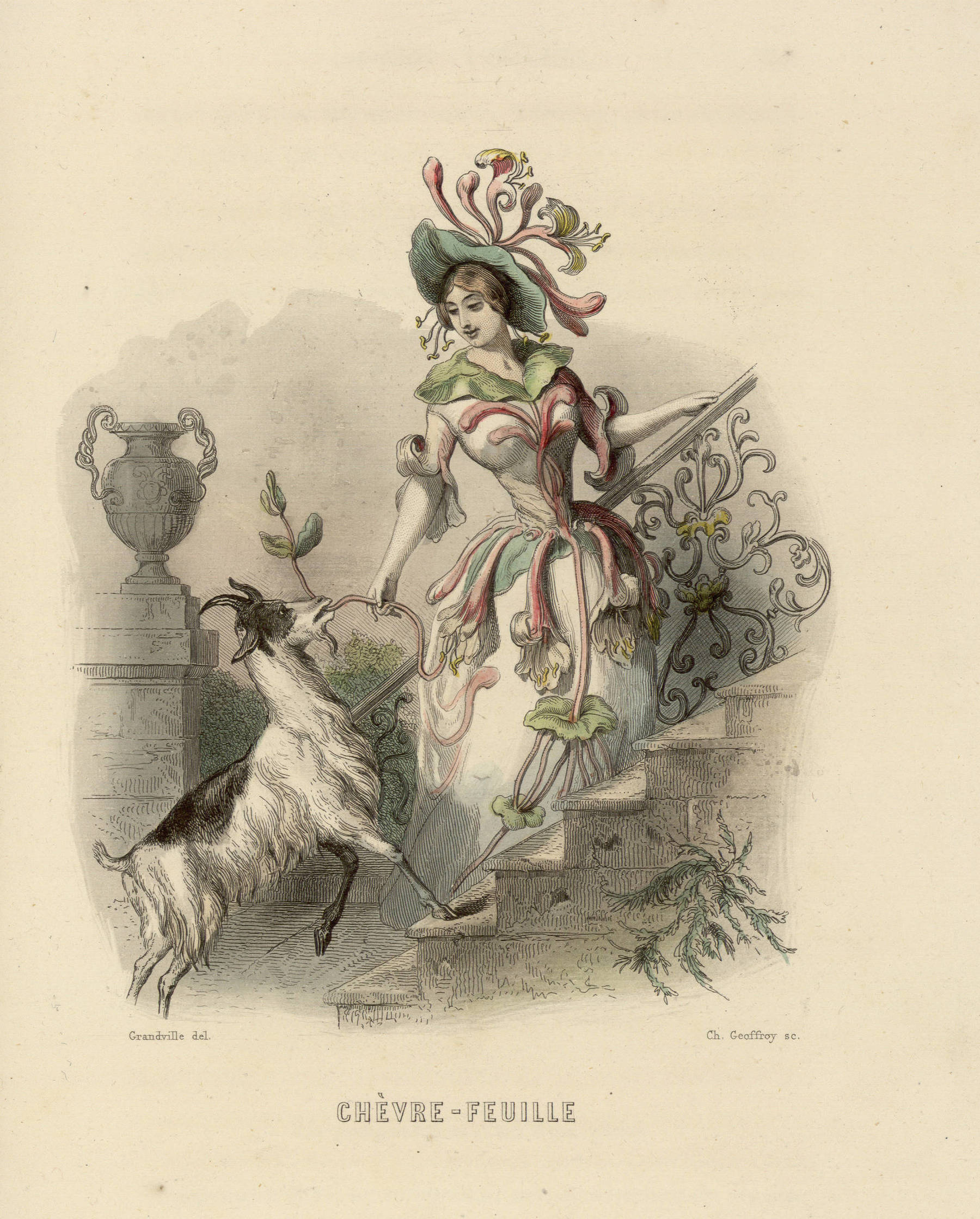
Personnification du chèvrefeuille par Grandville (extrait de Les Fleurs animées, tome 1, 1847, Bibliothèque de Nancy).

- Personnification du chèvrefeuille par Grandville (extrait de Les Fleurs animées, tome 1, 1847, Bibliothèque de Nancy).De même, Ruellius et Fuchsius [note 3] appellent la plante caprifolium.

### Noms vernaculaires, populaires ou locaux du chèvrefeuille
Le chèvrefeuille était appelé par Dioscoride (40-90 ap. J.-C), médecin et botaniste grec, periclymenus .
Cependant, la plante désignée par le mot caprifolium a pu être confondue avec le troène (Ligustrum). En effet, dans un dictionnaire étymologique allemand, nous trouvons « caprifolium liguster », « liguster » étant le nom commun allemand pour « troène ».
Une multitude de noms vernaculaires, noms communs ou noms locaux ont été donnés au Caprifoilum, citons notamment « Chamécerisier » ou « Camécerisier » .
Les anglophones l’appellent « honeysuckle », littéralement « suceur de miel » probablement en raison de son caractère mellifère.
La Flore Populaire d’Eugène Rolland (1846-1909) de 1906 fait une compilation exhaustive des noms donnés à plusieurs espèces de chèvrefeuille, en Europe francophone et dans les régions et villages de France allant de Capra mater  à « cerisier des Alpes ». Parmi plus de 200 appellations, citons : 
- cabrifuelh (ancien provençal),
- cabrofuelho (Laguiole, Aveyron),
- chevrèfël (Pas-de-Calais),
- chioraffou (Suisse),
- tyévrafou (Suisse),
- tchabro-flour (Ardèche),
- queue de pipe (Luxembourg),
- més dé lébré (Gascogne),
- bô de hhmèl’ (Ban de la Roche ancienne commune du Bas-Rhin),
etc.[16].

### Langage des fleurs

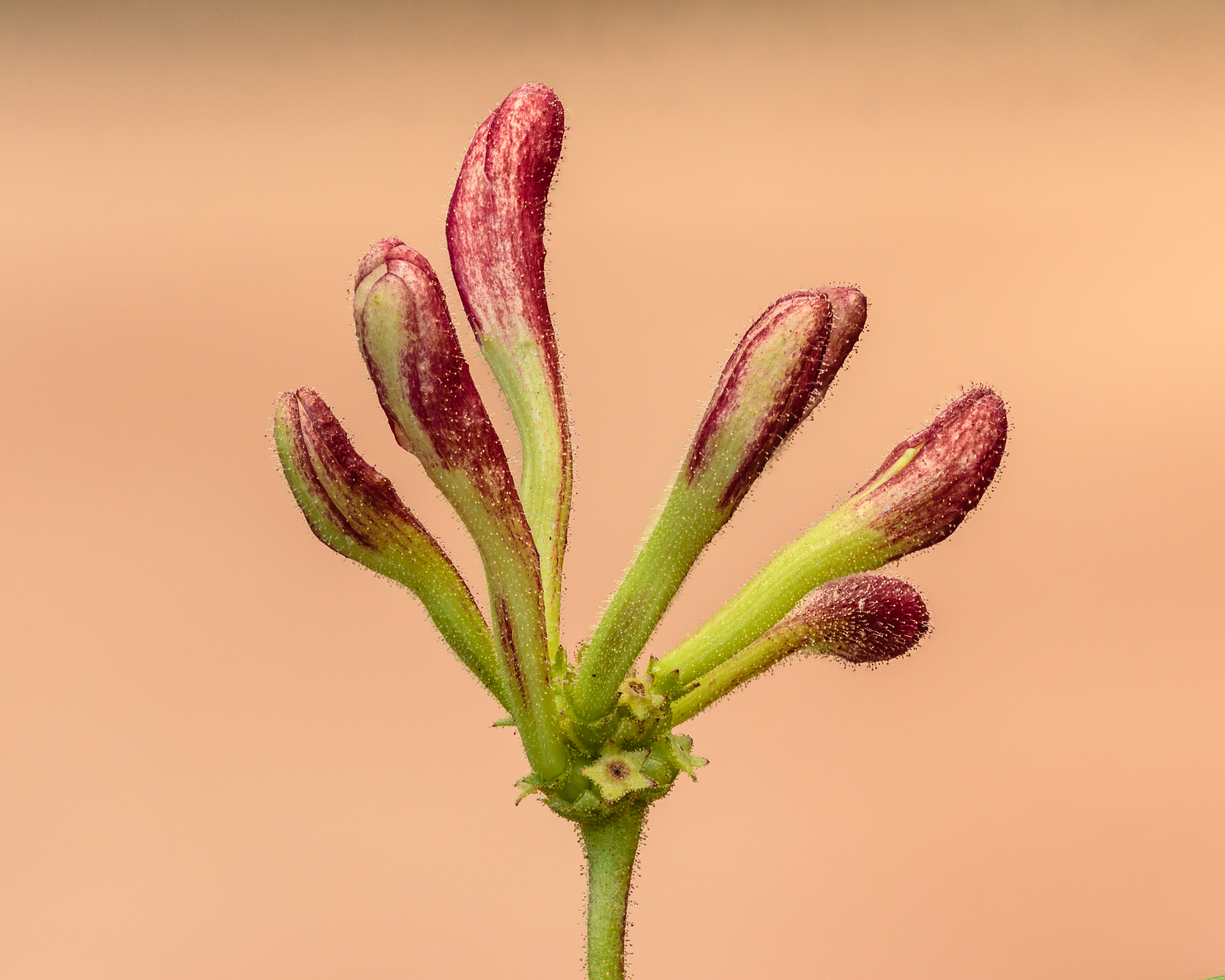
Fleurs de chèvrefeuille en développement. Juillet 2020.

Dans le langage des fleurs, le chèvrefeuille symbolise l'amitié et l'amour. Par exemple, dans Chevrefoil, de Marie de France (poétesse), le chèvrefeuille est associé au coudrier pour symboliser l'amour que se portent Tristan et Iseut.

### Calendrier
Le 23e jour du mois de prairial du calendrier républicain (révolutionnaire) français y est dénommé « jour du chèvrefeuille », généralement chaque 11 juin du calendrier grégorien.

### Cinéma
- Chèvrefeuille (en), un long métrage musical réalisé par Luis César Amadori en 1938.